# Rifugio Alpe di Giümela
Das Rifugio Alpe di Giümela (deutsch Giümelahütte) ist eine Schutzhütte des Patriziato von Biasca im hintersten Val Pontirone, einem Seitental des Rivieratales, auf dem Gebiet der Gemeinde Biasca im Kanton Tessin in den Lepontinischen Alpen auf einer Höhe von 1807 m ü. M.

## Geschichte

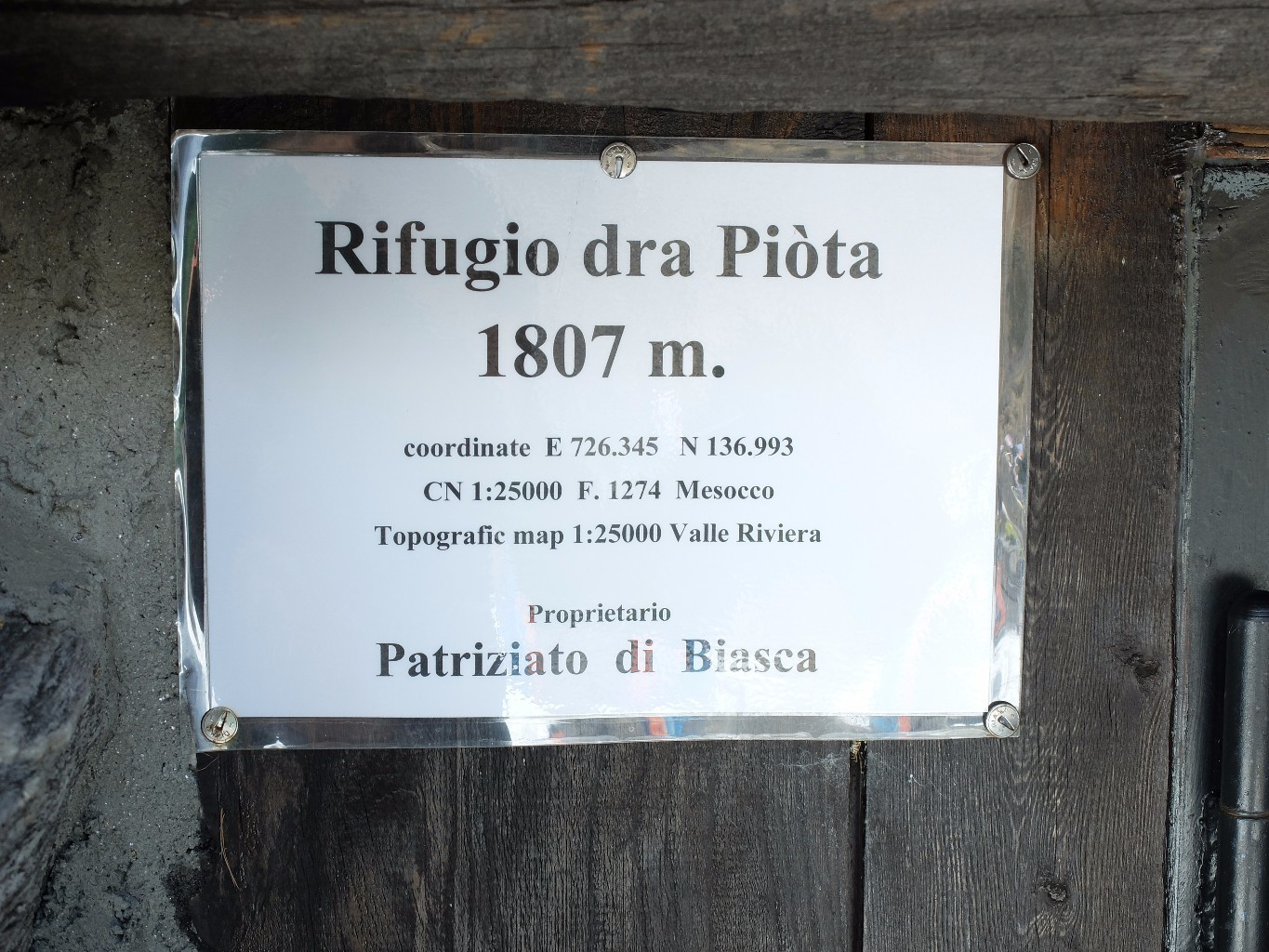

Die bis 1990 genutzte Alphütte "cascina dra piota" auf der Alp Giümèla wurde von 2009 bis 2011 umgebaut. Sie steht auf einer Felsplatte (piota), die zugleich als Fussboden dient und wird deshalb vor Ort auch «cascina dra piota» genannt.
Die Selbstversorgerhütte ist unbewartet und hat 8 Betten. Sie ist immer offen und kann nicht reserviert werden.

## Hüttenzustieg
- Von Biborgh (Val Pontirone) (1313 m ü. M.) auf dem offiziellen, weiss-rot markierten Wanderweg Richtung Giümela-Pass via Prato Dentro und Alp Lesgiüna (Ziegenalp) in zwei Stunden Gehzeit, Schwierigkeitsgrad T3. Biborgh ist mit dem Auto erreichbar.

## Wanderungen
- Cava-Seen (Laghetti di Cava) (2107 m ü. M.)

## Nachbarhütten und Übergänge
- Rifugio Biasagn, Val Pontirone, (2023 m ü. M.) in 3 Stunden
- Capanna Cava, Val Pontirone, (2066 m ü. M.) von Biborgh in 2 ¾ Stunden (Schwierigkeitsgrad T2).
- Pass Giümela (2117 m ü. M.): über den Pass Giümela nach Rossa (1069 m ü. M.) im Calancatal (T3).